# Стефан Димитриев (революционер)
Вижте пояснителната страница за други личности с името Стефан Димитриев.
Стефан Димитриев е български военен и революционер, деец на Върховния македоно-одрински комитет, участник в Балканската (1912 – 1913), Междусъюзническата (1913) и Първата световна война (1915 – 1918).

## Биография
Стефан Димитриев е роден през 1872 година в Русе, тогава в Османската империя. Завършва гимназия в родния си град, след което завършва и Военното училище в София през 1895 година с чин подпоручик. През 1898 година е произведен в поручик и активно участва в Тайните македоно-одрински офицерски братства, близки отношения поддържа с Борис Сарафов, Александър Протогеров и Стефан Николов. След разцеплението във ВМОК от 1901 година Стефан Димитриев застава на страната на крилото на генерал Иван Цончев.
На 2 август 1903 Стефан Димитриев е произведен в чин капитан и участва в подготовката на Горноджумайското въстание. Определен е за Горноджумайски войвода, като активно води бойни действия по време на самото въстание през септември и октомври същата година. След потушаването на въстанието се изтегля в България, след което подпомага организацията на ВМОК покрай Илинденско-Преображенското въстание. За това време негов четник е сетнешният войвода на ВМОК Гено Димитров.
През 1912 година Стефан Димитриев участва в Балканската война, Междусъюзническата война и Първата световна война. По време на военната си кариера служи като началник на секция в Министерството на войната, началник на инспекторската част и пограничната служба и като подпредседател на Маравската ликвидационна комисия. Награден е и с орден „За храброст“. През 1919 г. напуска армията и няма повече сведения за неговата дейност.

## Военни звания
- Подпоручик (1895)
- Поручик (1898)
- Капитан (2 август 1903)
- Майор (14 юли 1913)
- Подполковник (14 август 1916)